# San Pablo Malacatepec
San Pablo Malacatepec är en ort i Mexiko.   Den ligger i kommunen Villa de Allende och delstaten Mexiko, i den södra delen av landet, 110 km väster om huvudstaden Mexico City. San Pablo Malacatepec ligger 2 385 meter över havet och antalet invånare är 785.
Terrängen runt San Pablo Malacatepec är huvudsakligen kuperad, men västerut är den bergig. Runt San Pablo Malacatepec är det ganska tätbefolkat, med 144 invånare per kvadratkilometer. Närmaste större samhälle är Ixtapan del Oro, 16,6 km sydväst om San Pablo Malacatepec. I omgivningarna runt San Pablo Malacatepec växer huvudsakligen savannskog.